# Кледі Кадіу (плавець)
Кледі Кадіу (алб. Kledi Kadiu, 28 жовтня 2003) — албанський плавець.
Учасник Олімпійських Ігор 2020 року, де в попередніх запливах на дистанції 100 метрів вільним стилем посів 52-ге місце і не потрапив до півфіналів.